# ギオルギ・グガヴァ (政治家)
ギオルギ・グガヴァ（グルジア語: გიორგი გუგავა、グルジア語ラテン翻字: Giorgi Gugava、1974年7月1日 – ）は、ジョージアの政治家。2008年から2012年までジョージア国会議員を務めた。

## 経歴
非宗教大学“アチャラ”を卒業。1996年に労働党に加入。2006年から2008年までトビリシ市議会議員。2008年から2012年までジョージア国会議員。労働党幹事長を務めた。